# Zanguebar
Le Zanguebar ou Zanj, voire Zingium ou côte swahilie, sont des anciennes appellations de la même partie de la côte de l'Afrique orientale qui se trouve répartie aujourd'hui entre le Mozambique, la Tanzanie, le Kenya et la Somalie. Elle comporte aussi les îles côtières (archipel de Zanzibar, Comores…), et on y inclut parfois également la côte musulmane (nord-ouest) de Madagascar.

## Origine du terme

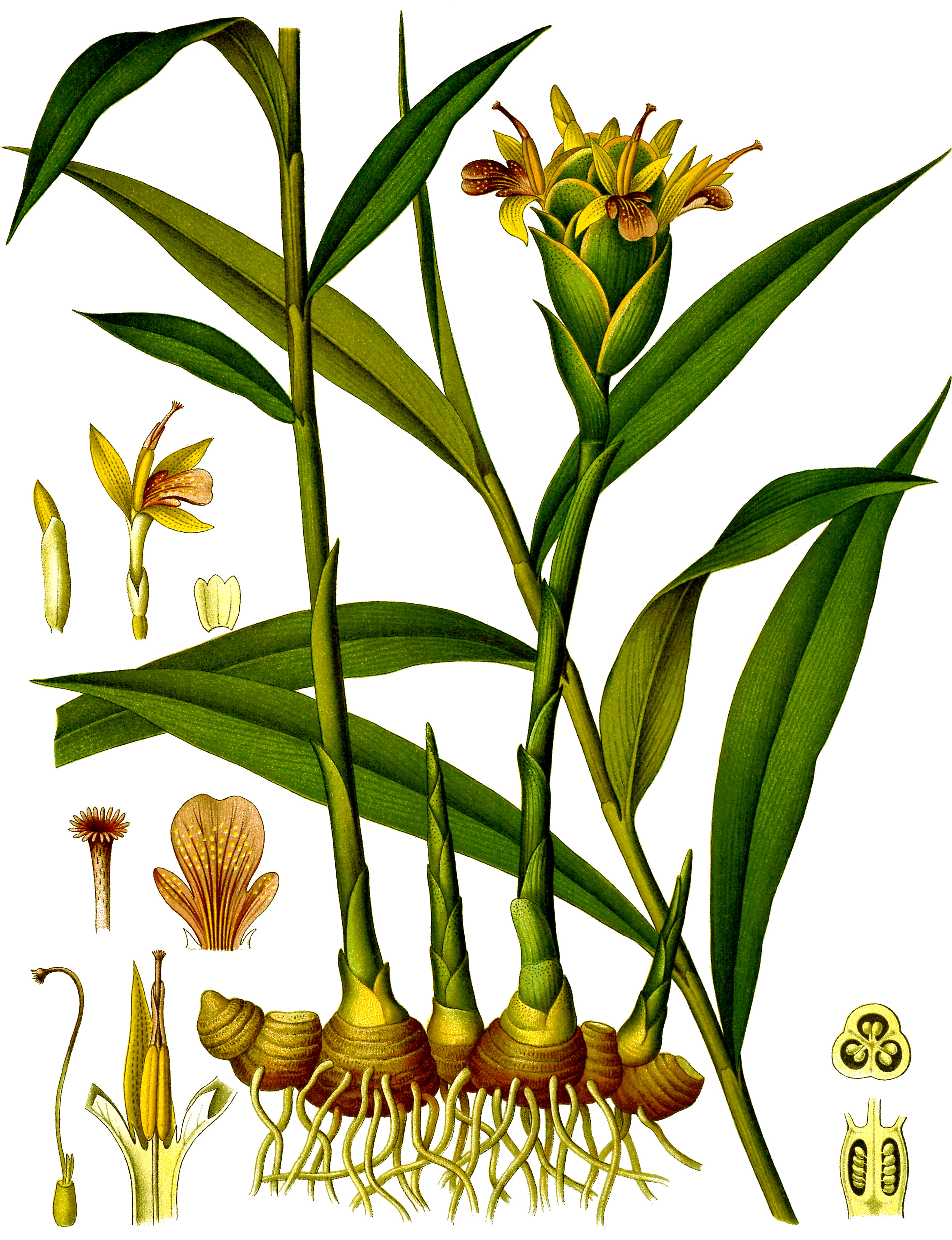
Le Gingembre, épice très répandue dans la gastronomie swahilie, tire son nom français de cette région (Zingiber officinale en latin, zenzero en italien).

Le mot « Zanj », « Zandj », « Zenj », ou « Zendj », voire « Zinj » selon la translittération, vient de l'arabe Zanj (زنج), signifiant « Noir ». Le terme « Zanj » a souvent été relié au terme « Azania », lui-même dérivé de « ʿaǧam »,,, mot qui désignait, pour les Arabes, les non-Arabes. Ce terme était utilisé par les musulmans (comme le géographe Al-Yaqubi en 880) pour désigner les peuples bantous du sud-est de l'Afrique en particulier ceux de l'aire territoriale sur laquelle s'étend la culture swahilie, qui au XVIIIe siècle se superpose avec celle du sultanat de Zanzibar.
Au VIe siècle, le moine Cosmas Indicopleustès y fait déjà référence sous l'appellation « Zingion ».
L'expression a ensuite été adoptée au XVIIIe siècle en français sous la graphie « Zanguebar » (empruntée au portugais). Le mot Zingium, d'utilisation plus ancienne que le précédent, est la latinisation du terme arabe. Le terme de Zanguebar a fini par désigner la zone contrôlée par le sultanat de Zanzibar, avant de tomber en désuétude à la fin de celui-ci.
En est aussi issu, par une autre déformation, le nom du gingembre, dont le nom scientifique est encore Zingiber officinale (de l'arabe : zanjabīl, زنجبيل, « gingembre ») : les marchands arabes allaient la chercher dans l'archipel de Zanzibar.
On appelle aussi parfois « mer de Zenj » la mer à l'ouest de l'océan Indien (notamment chez les auteurs arabes du Moyen Âge), y intégrant même les Mascareignes. Cette zone est aujourd'hui plus communément appelée « Océan Indien occidental » (Western Indian Ocean en anglais).

## Délimitation
La zone appelée zanguebar s'étendait le long de l'océan Indien entre la côte d'Ajan au nord et le Mozambique au sud, autrement dit approximativement de l'équateur au 13e degré de latitude Sud.
Dans une acception large, on peut la faire aller du Baloutchistan au Mozambique en incluant le nord-ouest de Madagascar (sakalave swahilophone) ainsi que les Seychelles et Mascareignes, qui ont tous en commun cette culture maritime entre Afrique, Moyen-Orient et Inde. Mais si on utilise comme base l'extension de la langue swahilie la région s'étendrait plutôt du sud de la Somalie aux Comores - l'extension de l'Islam dans la région donne approximativement la même carte pour la partie méridionale. L'extension maximale du Sultanat d'Oman au XIXe siècle peut aussi être utilisée pour donner une idée de l'extension géographique de cette aire (cf. carte), qui n'a jamais réellement constitué un « pays ».
Les géographes de la fin du Moyen Âge divisaient la côte Est de l'Afrique en plusieurs régions en fonction de leurs habitants :
- L'Éthiopie (ainsi que l'Érythrée) (al-Habash ou Abyssinie[9]) était habitée par les Habash ou Abyssins qui sont les ancêtres des Habeshas actuels (amharas, tigrés...)[10]
- La Somalie (ainsi que Djibouti) était habitée par les Baribah (ou berbères) qui sont les ancêtres des Somalis actuels. Les géographes Arabes et Grecs et barbares désignaient cette région côtière nord-est de la Somalie Barbara, ou Bilad al-Barbar (Pays des Berbères), pays des Baribah de l'Est ou Barbaroi[6],[11],[12].
- La région situé au sud de la Somalie et des hauts-plateaux de l’Éthiopie était habitée par ces peuples bantous surnommés Zanj, Zenj ou Zinj[6],[13],[14]. Ce terme va, par extension, désigner les personnes emmenés en esclavage, formant des populations plus ou moins importantes parfois jusque dans des régions très éloignées. La rébellion des Zanj fut par exemple un soulèvement contre le pouvoir des Abbassides entre 869 et 883 dans la région de Bassorah (actuel Irak) ; le vizir Al-Mouaffak eut beaucoup de mal à la réprimer. L'histoire de Java fait également état de la présence d'esclaves jenggi, c'est-à-dire zenji, à Java ou offerts à la cour de Chine aux IXe et Xe siècles.

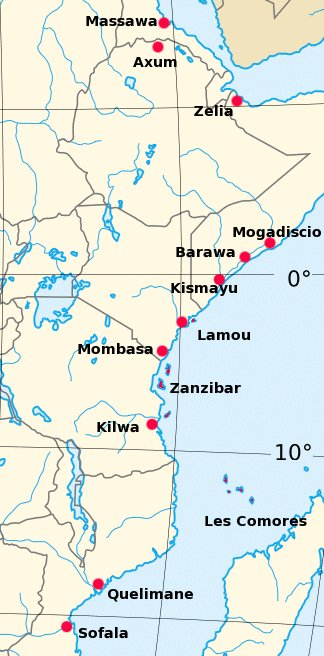
Principales villes impliquées dans le commerce au XVIe siècle.
Extension maximale de l'empire d'Oman au début du XIXe siècle. L'influence en Afrique se limite en réalité à la côte, de culture swahilie.
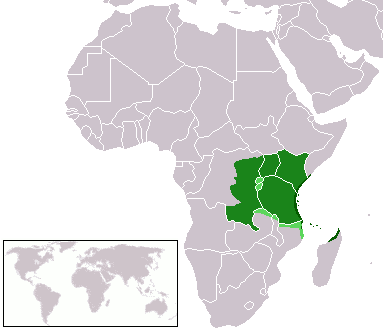
Aire linguistique kiswahilie au XXIe siècle.
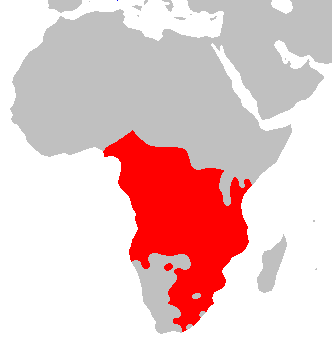
Expansion bantoue.

## Le zanguebar: une unité culturelle sans unité politique

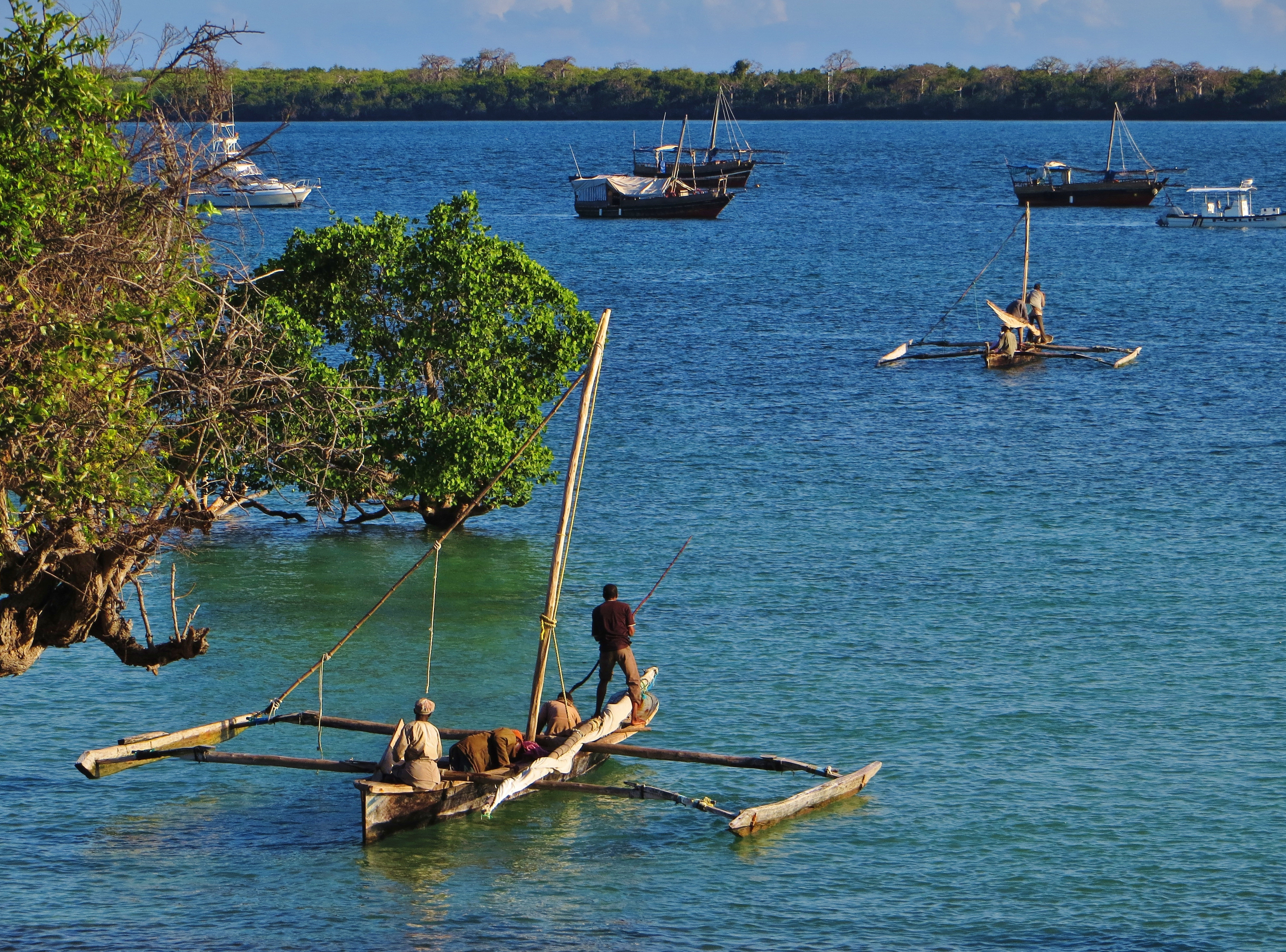
Pêcheurs traditionnels à Shimoni (Kenya).

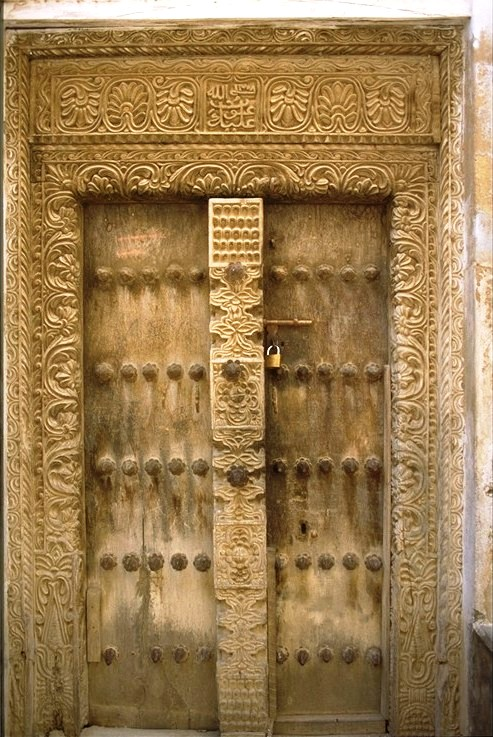
Porte sculptée à Zanzibar (héritage culturel indien).

Cette côte orientale de l'Afrique est le foyer de la culture swahilie. Cette région est méconnue des navigateurs antiques (sudarabiques, égyptiens, grecs puis latins). Les plus anciens documents que nous ayons documentant cette région sont Le Périple de la mer Érythrée, un document du début du IIe siècle qui relate que les marchands yéménites qui visitaient l'Afrique de l'Est y contractaient des mariages, et la Géographie de Ptolémée, datée de 150, reprise et corrigée sous sa forme définitive au IVe siècle.
Avant eux, Pline l'ancien mentionne dans son Histoire Naturelle (écrit vers 77) une ville située au-delà de l'Érythrée, appelée Damnia : aucun élément archéologique ne permet cependant d'établir un lien sûr avec un lieu connu (tel que Domoni, aux Comores, comme le propose N. Chittick). Le Périple de la mer Érythrée s'attarde plus précisément sur le pays d« Azania », riche en ivoire et en écaille de tortue, avec pour principal port commercial une énigmatique ville de « Rhapta » (encore mentionnée chez Ptolémée), qui a été rapprochée par divers auteurs de Mombasa ou de Zanzibar, sans jamais d'élément archéologique pour appuyer ces conjectures. Toujours est-il que l'auteur affirme que des marchands arabes sont présents dans les ports de cette contrée, ce qui atteste déjà d'une mixité ethnique et culturelle qui demeurera une caractéristique majeure de la culture swahilie. Les relations entre les immigrants arabo-persans et la population autochtone sont suffisamment pacifiques « pour que se développent un processus intense d'acculturation, une activité commerciale florissante et un partage du pouvoir entre les nouveaux-venus et les autorités autochtones ».
Les Bantous, agriculteurs-éleveurs aguerris à la technologie du fer, terminent leur expansion vers l'Afrique orientale et occupent le pays des Zendj autour du IVe siècle, devenant rapidement le groupe ethnique majoritaire de la côte est-africaine continentale : ils ignorent longtemps la navigation.
Une des caractéristiques majeures de la culture swahilie est l'usage de bateaux « cousus », particulièrement souples et permettant donc de naviguer en relative sécurité par-dessus les récifs immergés à marée haute, et de s'échouer en toute sécurité sur les plages : on les appelle « mtepe », et ils seraient originaires de la région des Maldives, apportés sur les côtes africaines à une date inconnue par la migration de l'énigmatique peuple Wadiba, et rapidement copiés par tous les peuples de la côte est-africaine. Ces bateaux cousus sont déjà cités dans Le Périple de la mer Érythrée, et ne connaîtront pas de réel concurrent avant l'arrivée des boutres, plus propices à la navigation longue. Leur capacité à s'échouer sans risque sur les plages de sable a considérablement retardé la construction de ports dans la région, utiles seulement aux navires rigides étrangers, ce qui a longtemps entravé le commerce direct entre le zanguebar et les grandes puissances lointaines.
À partir du Xe siècle, l'apparition de nouvelles technologies telles que la boussole, et l'essor de la cartographie, avec la rédaction de précieux « rahmanag » (routiers), dont les plus importants pour l'océan Indien sont ceux d'Ibn Mâgid (XVe siècle) et Soulayman al-Mahri (début du XVIe siècle) permettent l'intensification des échanges commerciaux. Grâce à cet ensemble de technologies et de savoirs (qui fit l'admiration de Vasco de Gama à son arrivée dans la région), les Arabes parvenaient à estimer à l'aube de la Renaissance des distances en « zams » (unité de durée de navigation) incroyablement précises, rendant les voyages particulièrement fiables, et ce jusqu'en Indonésie. L'usage des constellations arabo-musulmanes limite cependant la navigation trop au sud : la Petite Ourse disparaît à l'horizon à la latitude de l'île de Mafia, et le Mozambique, les Comores et Madagascar (ou, de l'autre côté, l'Australie) sont donc considérées dans les rahmanag comme au-delà des mers fréquentées.

En 1154, le géographe arabe Al Idrissi réalise pour le roi Roger II de Sicile un travail cartographique appelé Tabula Rogeriana, dans lequel il décrit ainsi ce qui semble être Zanzibar ou les Comores : 

« Vis-à-vis du littoral du pays des Zeng sont des îles appelées Îles du Jâvaga (gazâ'ir al-Zâbag) ; elles sont nombreuses et de vaste surface. Leurs habitants ont le teint très cuivré... Parmi, encore, ces îles de Jâvaga est l'île d'Anjouana (gazirat al-Anguna). La population de cette île est un mélange de races. On dit que lorsqu'en Chine (al-Sîn) la situation se dégrada du fait des dissidents et qu'en Inde, troubles et violences s'accrurent, les Chinois écoulèrent leurs produits vers le Jâvaga et autres îles s'y rattachant. »

 Les courants de mousson rendaient en effet la navigation vers le Zanguebar particulièrement facile et rapide depuis l'Asie, permettant des échanges intercontinentaux anciens. La mention de cannelle (plante asiatique) parmi les richesses du zanguebar énumérées par le Périple de la mer Érythrée, semble confirmer cette hypothèse.
Al Idrissi affirme également que « les Arabes terrifient les populations du pays des Zendj et attirent les enfants avec des dattes, pour les emmener chez eux. [...] [un seigneur omanais] fait souvent des descentes en pays Zeng, pour capturer et ramener en esclaves un grand nombre de ces naturels ».
On y distinguait à la fin du Moyen Âge les États de Magadoxo (aujourd'hui Mogadiscio, en Somalie), des îles Bajun, de Pate, Manda, Lamu, Mélinde (Malindi, au Kenya), Pemba, Zanzibar, Mafia, Kilwa, etc. Parmi les grandes cités de cet ensemble culturel, on trouve aussi les cités-états de Lamu, Mombasa et Gede, au Kenya. Reliés par la mer, ces petits territoires pour la plupart insulaires forment une unité culturelle assez marquée en dépit de leur morcellement, et leur position géographique stratégique en a tôt fait un ensemble relativement prospère et urbain.
À la suite de la chute de Chiraz au XIe siècle, une diaspora persane shirazie riche et cultivée s’installe dans la région, et fonde des sultanats jusqu'aux Comores mais surtout à Kilwa, qui devient le centre de commerce le plus florissant de la région au XIe et surtout au XIVe siècle : ils importent avec eux un islam sunnite puis chaféite qui restera typique de la région. Kilwa est décrite à cette période comme étant une des villes les plus élégamment bâties du monde ; les habitants de la côte sont considérés comme étant bien nourris de mets riches et exotiques, habillés somptueusement. Le XIIIe siècle apparaît comme un des apogées de la richesse du Zanguebar, avec la construction de nombreux monuments en pierre, et la présence de marchandises venues du monde entier.
La chute de Shiraz et de son influence maritime ouvre la voie aux commerçants indiens (en particulier les kharimis), dont la présence va s'intensifier dans la région entre le XIe et le XIIIe siècle, laissant d'importants témoignages archéologiques sous la forme de poteries typiques de la côte indienne.
La région a subi de nombreuses influences de grands empires lointains : d'abord l'Arabie du Sud, la Perse et l'Inde dès l'Antiquité, puis des Arabo-Musulmans, des Portugais, et enfin les Omanais. Depuis l'Antiquité, de nombreux navigateurs avaient parcouru et souvent décrit ou évoqué la région : les Grecs Diogène (Voyage en Afrique orientale) et Ptolémée (Traité de géographie) au Ier siècle, le codex anonyme Le Périple de la mer Érythrée au Xe siècle, le géographe arabe Al Idrissi au XIIe siècle (Tabula Rogeriana), le Marocain Ibn Battûta au XIVe siècle, et surtout au XVe siècle l'explorateur chinois Zheng He et sa « flotte des trésors ». Ce n'est qu'à la Renaissance que les premiers navires européens aborderont ces côtes, notamment l'explorateur portugais Vasco de Gama vers 1498.
Au XVIe siècle, les Portugais prennent progressivement le contrôle de plusieurs villes portuaires (dont l'archipel de Zanzibar) dans le but d'installer un réseau de comptoirs sur leur route vers les Indes, mais ils se heurtent aux ambitions symétriques des Omanais, qui ont le double avantage de la proximité géographique et de l'islam, religion majeure du Zanguebar. Après près de deux siècles de rivalité, les Omanais prennent le contrôle du comptoir portugais de Zanzibar en 1698 et installent un vaste empire très prospère sur toute la région (mais qui ne contrôle en réalité qu'une mosaïque de cités portuaires, qui demeurent relativement autonomes). Les Portugais sont définitivement refoulés vers le Mozambique en 1729, mais obtiennent le droit de faire circuler leurs bateaux, moyennant une taxe ; un des points de relâche favoris des navires européens en route vers les Indes est alors l'archipel des Comores.
En 1751, l'Encyclopédie de Diderot et d'Alembert définit ainsi le Zanguebar :

« contrée d’Afrique, dans la Cafrerie, le long de la mer des Indes. On prétend que c’est la contrée que Ptolomée nomme Agisimba. Elle s’étend depuis la riviere de Jubo, jusqu’au royaume de Moruca, & comprend plusieurs royaumes, dont les principaux sont Mozambique, Mongale, Quiloa, Monbaze, & Métinde. Voyez la carte de M. Damville. C’est un pays bas rempli de lacs, de marais, & de rivières. Il vient dans quelques endroits un peu de blé, de millet, des orangers, des citrons, &c. Les poules qu’on y nourrit sont bonnes, mais la chair en est noire ; les habitants sont des Nègres, au poil court & frisé ; leur richesse consiste dans les mines d’or, & dans l’ivoire ; ils sont tous idolâtres ou mahométans ; leur nourriture principale est la chair des bêtes sauvages, & le lait de leurs troupeaux. »

La fin du XVIIIe siècle voit la conquête progressive de toute la région par le sultanat d'Oman, qui s'empare progressivement des anciennes possessions portugaises : Zanzibar leur appartient déjà depuis 1698, constituant une tête de pont idéale. La bataille de Shela (en), vers 1812, qui débouche sur l'alliance entre les Omanais et le puissant archipel de Lamu, scelle la domination du sultanat, qui s'empare ensuite rapidement de Mombasa (1832), sur le Zanguebar swahili.
Au début du XIXe siècle, Zanzibar devient progressivement plus puissante que Mascate, alors capitale du sultanat d'Oman : le sultan y fait alors transférer la capitale de son empire, en 1840, d'où la culture swahilie rayonnera désormais sur toute la région. L'économie du sultanat prospère notamment grâce aux épices comme le clou de girofle et le gingembre, mais aussi le poivre et bien d'autres produits exotiques de grande valeur comme l'indigotier, l'ébène et le bois de santal. Zanzibar est aussi une étape dans le commerce de l'or (en provenance des mines de Sofala, dans l’actuel Mozambique), de l'ivoire, des perles et de bien d'autres richesses africaines, qui transitent par les villes portuaires comme Mombasa. Le commerce d'esclaves prospère également jusqu'à ce que les restrictions anglaises et françaises y mettent progressivement fin.
En 1856, les Britanniques persuadent Majid ben Saïd, fils cadet du sultan défunt, de faire sécession d'avec l'Oman pour fonder un Sultanat de Zanzibar indépendant, coupant ainsi Oman de son vaste empire. À la mort de Majid ben Saïd, le sultanat périclite progressivement et l'archipel de Zanzibar devient possession britannique, amorçant son déclin à tous les niveaux.
En 1885, la conférence de Berlin achève de démanteler l'empire omanais : le Kenya devient anglais (avec le puissant port de Mombasa), tout comme les Seychelles ; la Tanzanie côtière sera colonie allemande jusqu'à la Première Guerre mondiale (alors que l'archipel de Zanzibar qui lui fait face demeure anglais), le Mozambique reste portugais, les Comores, et bientôt Madagascar passent sous contrôle français. À l'exception de la Somalie, qui ne fut jamais vraiment colonisée, tous ces territoires accèdent à l'indépendance après la Seconde Guerre mondiale entre les années 1940 et 1970, le dernier territoire européen du zanguebar au XXIe siècle étant l'île française de Mayotte, demeurée telle sur la base d'un référendum populaire. Toutes les anciennes cités-États appartiennent depuis lors à de vastes pays continentaux (sauf les Comores), ce qui a pour effet de les marginaliser et de les africaniser au sein de ces grands ensembles multiculturels et multiethniques. L'unité du zanguebar n'est dès lors plus qu'historique, et partiellement linguistique.
Au début du XXIe siècle, une nouvelle forme de coopération régionale recommence à émerger à travers la mer, avec des institutions transnationales comme le Western Indian Ocean Marine Sciences Association (WIOMSA) ou le South West Indian Ocean Fisheries Governance and Shared Growth Program (SWIOFish).

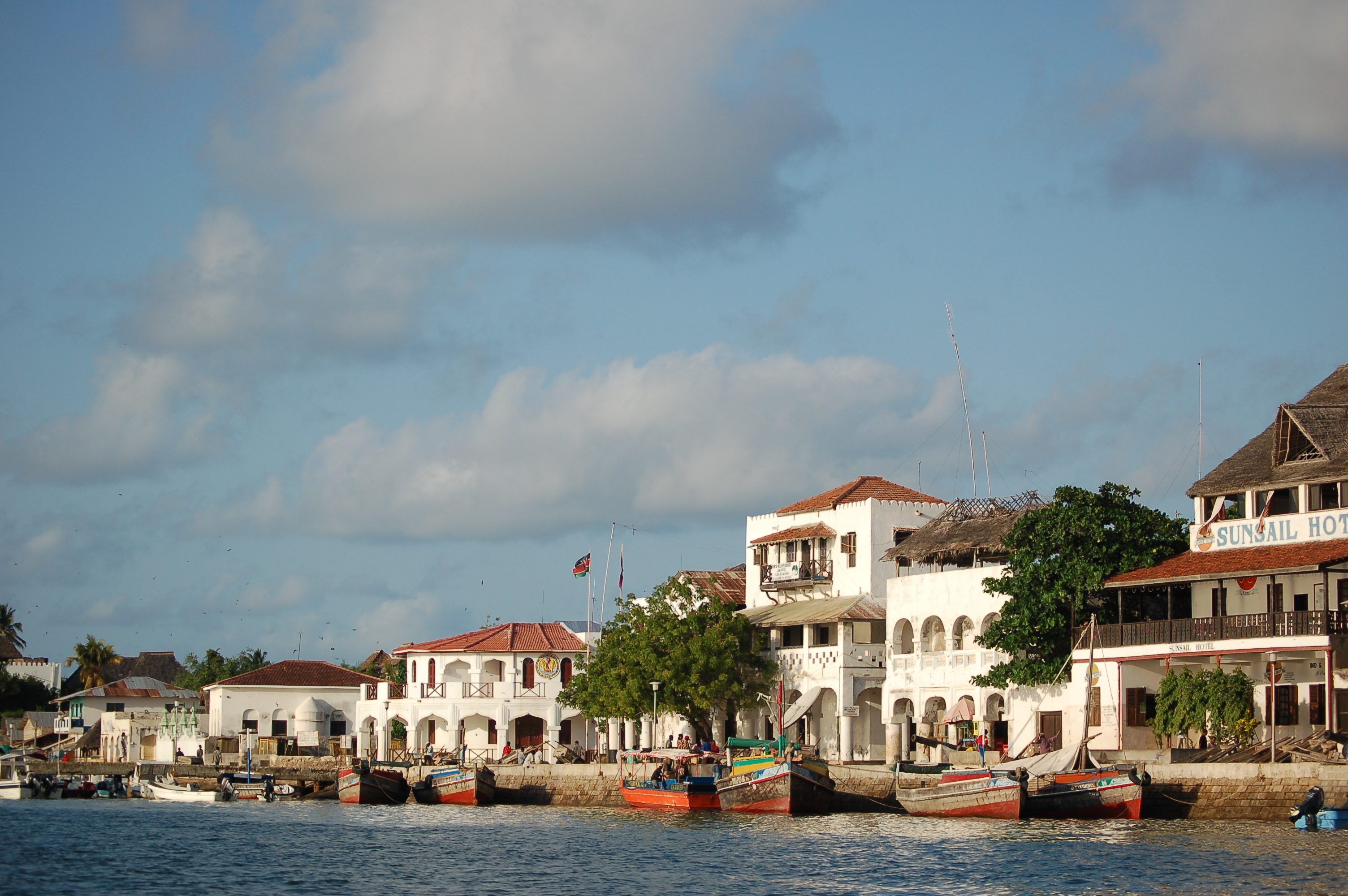
Le bord de mer de Lamu
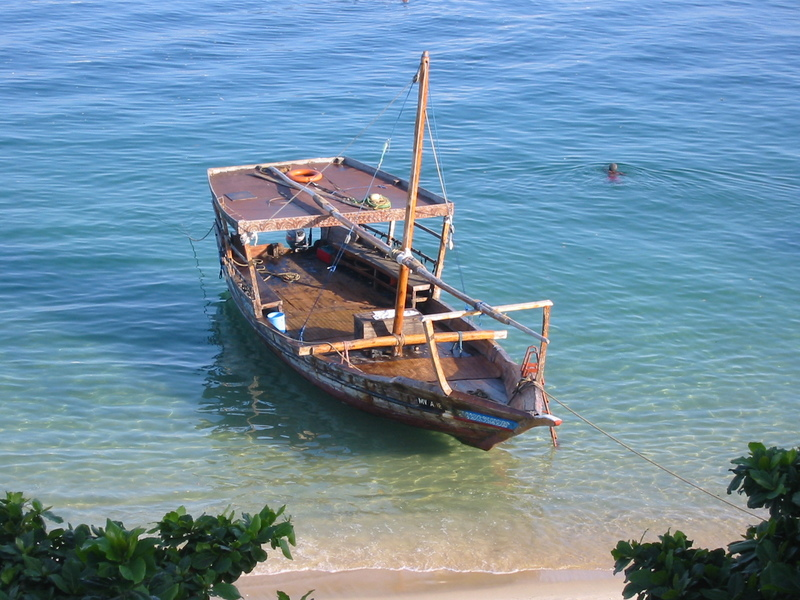
Boutre traditionnel à Zanzibar.
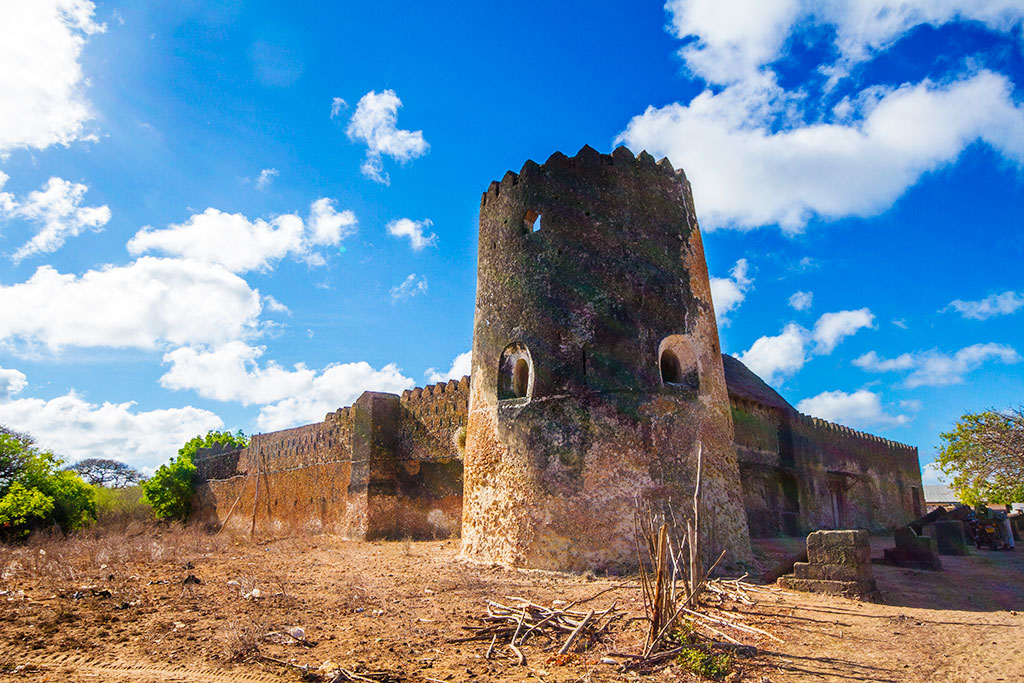
Fort omano-portugais de Pate (Archipel de Lamu)
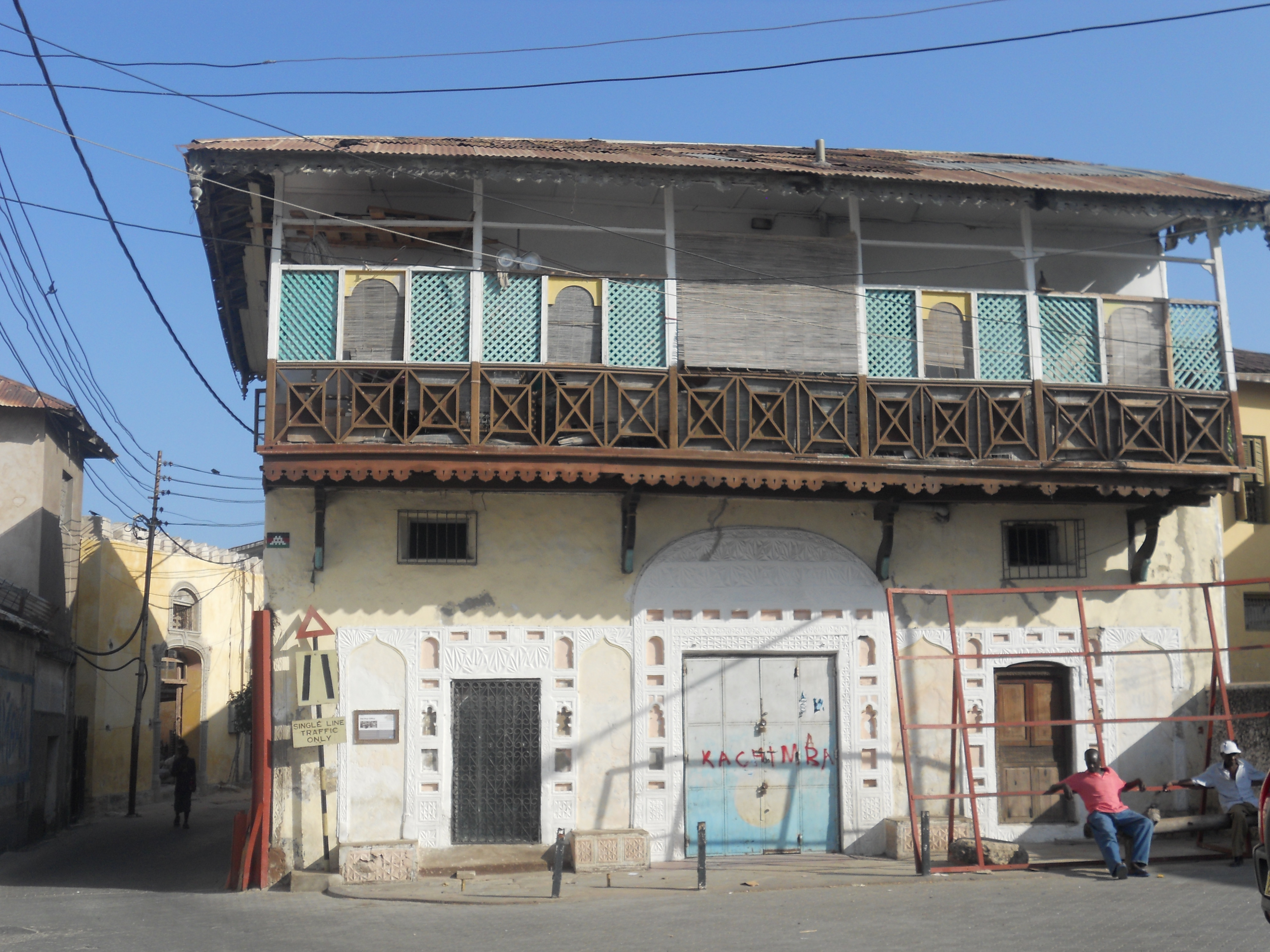
Exemple d'architecture swahilie à Mombasa.
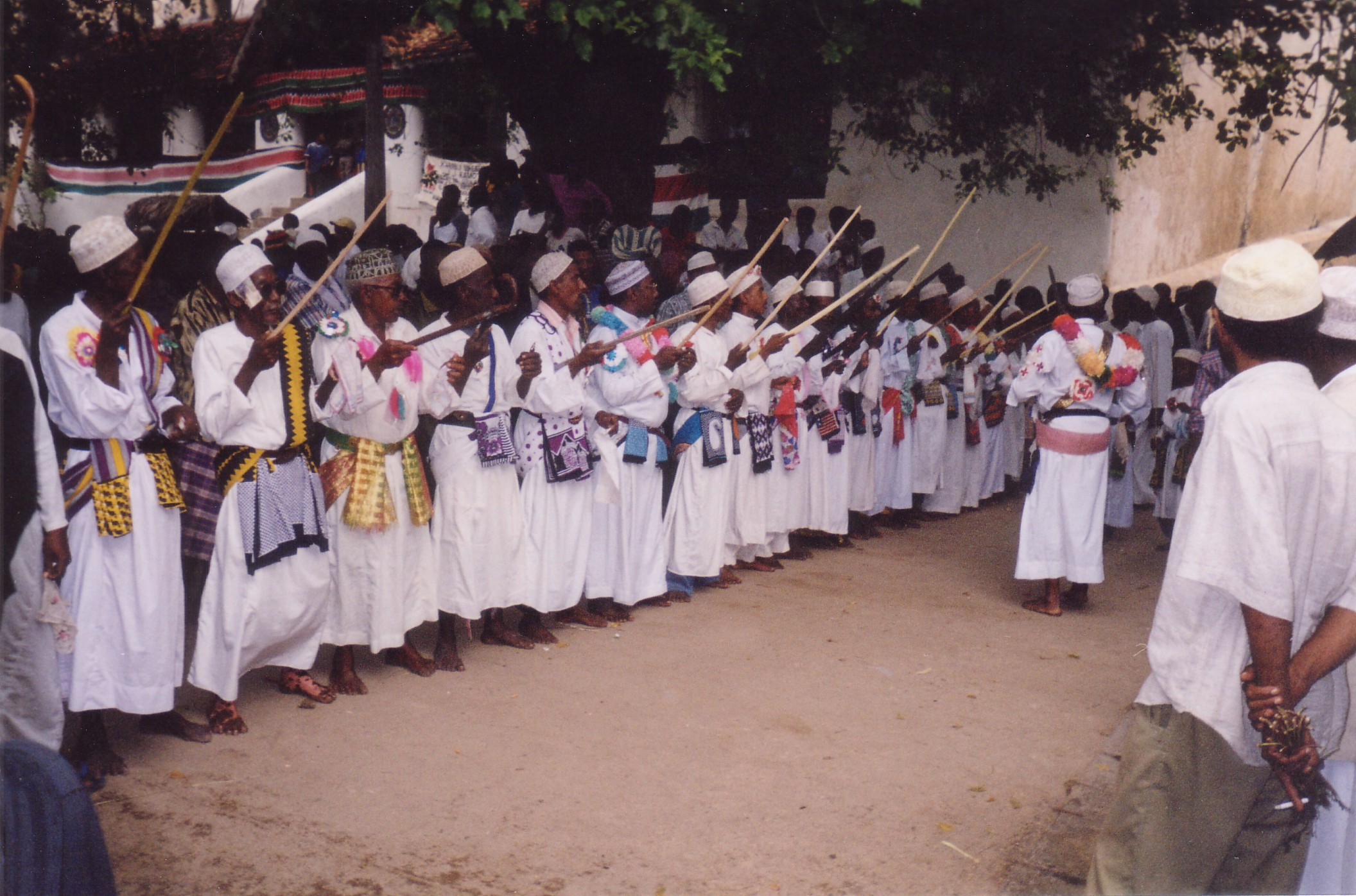
Fête traditionnelle à Lamu.
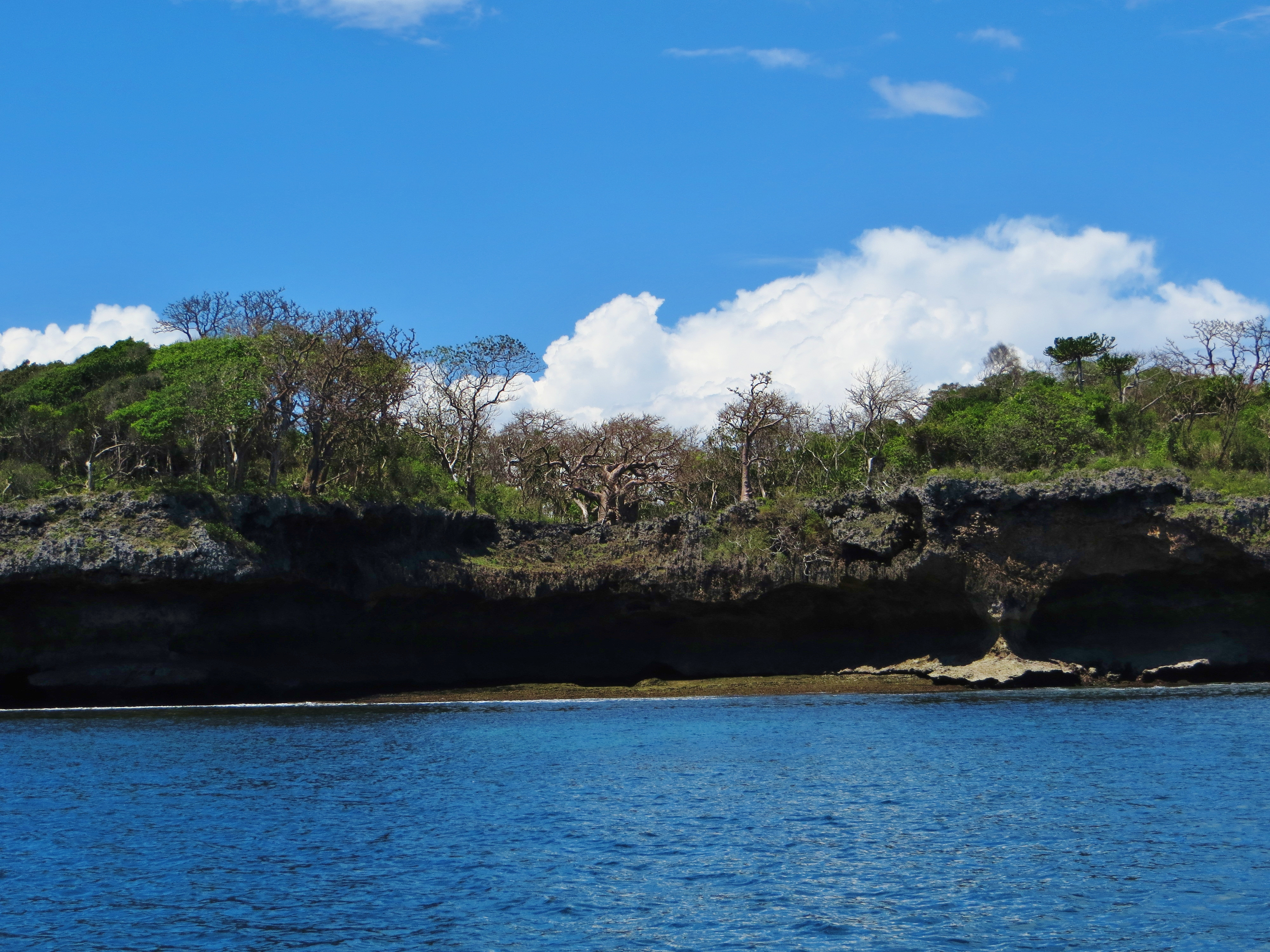
Une grande partie de la côte repose sur un récif de corail fossile du Pléistocène, parfois visible comme ici à Wasini.

## Paléogénétique
La paléogénétique confirme les éléments connus de l'histoire de la côte swahilie. Une étude portant sur les données d'ADN anciennes de 80 individus de 6 villes côtières médiévales et du début de l'ère moderne (env. 1250–1800) et d'une ville intérieure après 1650, montre que plus de la moitié de l'ADN de ces individus des villes côtières provient d'ancêtres principalement féminins d'Afrique, avec une grande proportion - et parfois plus de la moitié - de l'ADN provenant d'ancêtres asiatiques. L'ascendance asiatique comprend des composants associés à la Perse et à l'Inde, 80 à 90 % de l'ADN asiatique provenant d'hommes persans.
Les peuples d'origine africaine et asiatique ont commencé à se mélanger vers l'an 1000, ce qui coïncide avec l'adoption à grande échelle de l'islam. Jusqu'à environ 1500 après J.C., l'ascendance de l'Asie du Sud-Ouest est principalement liée à la Perse, conformément au récit de la chronique de Kilwa, la plus ancienne histoire racontée par les habitants de la côte swahili.
Après cette période, les sources d'ADN sont devenues de plus en plus arabes, ce qui correspond aux preuves d'interactions croissantes avec le sud de l'Arabie. Les interactions ultérieures avec les peuples asiatiques et africains ont encore modifié l'ascendance des peuples actuels de la côte swahili par rapport aux populations médiévales.

### Source
Marie-Nicolas Bouillet  et Alexis Chassang (dir.), « Zanguebar » dans Dictionnaire universel d’histoire et de géographie, 1878 (lire sur Wikisource)